# Rhamdella exsudans
Rhamdella exsudans är en fiskart som först beskrevs av Leonard Jenyns 1842.  Rhamdella exsudans ingår i släktet Rhamdella och familjen Heptapteridae. Inga underarter finns listade i Catalogue of Life.